# Barthélemy Raymond
Barthélemy Raymond (1833-1902) fue un escultor francés del estilo Neoclásico.
Residió en la Villa Médici del 28 de enero de 1861 al 31 de diciembre de 1865.

## Obras
- Retrato del arquitecto  Joseph Louis Achille Joyau medallón, relieve, yeso. Realizado en Roma en 1860. En el  museo nacional Jean-Jacques Henner, París

- Retrato Emile Paladilhe Medallón, relieve, yeso. Realizado en Roma en 1863,  Troyes,  musée des beaux-arts

- Le Chevrier : 1866, originalmente llamado BERGER JOUANT AVEC UN CHEVREAU, fuente de bronce; realizado durante su estancia en Roma, conservado en el Museo de Luxemburgo hasta 1931, cuando se pone a disposición de la comuna  de  Neuvic. Es instalado en la plaza del mercado en 1932. Durante la Segunda Guerra Mundial, un grupo de la resistencia sustrae la escultura de bronce de 182 kg  a los gobernantes, a fin de evitar su  requisa y su destrucción para la refundición de metales no ferrosos.[5]

- GANYMEDE (hacia 1867) estatua, mármol. Realizado mediante el sacado de puntos desde el modelo en escayola traído desde Roma. Ha ocupado diferentes espacios, desde el Museo de Luxemburgo, el jardín de las Tullerías, y el jardín del Carrousel; actualmente cedido en el musée del hôtel de ville de Amboise

- Oreste se réfugiant à l'autel de Minerve, o la locura de Orestes (1860),  (imagen actual en ) bulto redondo en escayola, a partir de la adaptación del tema de la Tauroctonía,[6] con el que ganó el Premio de Roma, conservado en la École Nationale Supérieure des Beaux-Arts de París. Se incluyó en el 2004 en la  exposición itinerante "Dieux et Mortels" .

- cuatro lámparas monumentales del Museo Condé, a partir de los modelos de Henri-Michel-Antoine-Chapu. Bronce, y mármol
- La Poésie (tímpano de la Ópera Garnier) 1860-1869 [7]
- busto de Léonce Elie de Beaumont, (1878) piedra, conservado en el château de Canon  ;  Mézidon-Canon, Calvados Baja-Normandia[8]
- Bailarina semidesnuda  criselefantina.[9]
- Joven fauno jugando con un cabritillo, bronce[9]